# Fiat 125
La Fiat 125 est une berline classique de classe supérieure à trois volumes et 4 portes, moteur avant longitudinal et propulsion fabriquée entre 1967 et 1972 en Italie.

## Le contexte historique
L'apparition de la nouvelle Alfa Romeo Giulia en 1962, voiture puissante et pleine de nouveautés techniques, avait fait vieillir d'un coup toutes les autres voitures concurrentes présentes sur le marché. S'il fallait la comparer avec la très sage et placide Fiat 1300/1500, les différences étaient telles que l'écart de prix ne suffisait plus à la maintenir compétitive. Quand, en 1965, la situation devint insoutenable à cause de la baisse des ventes, la direction de Fiat décida de remplacer ce modèle devenu prématurément obsolète. C'est alors que l'illustre Dante Giacosa, après avoir inventé les monstres de la gamme Fiat qu'étaient les Fiat 600 et Fiat 500, réalisa en à peine 18 mois le projet de la nouvelle Fiat 125 qui devait être une berline de classe supérieure, spacieuse et très confortable.

## L'automobile
À l'origine, la direction de Fiat voulait une nouvelle génération de voitures et lança le projet qui allait devenir la Fiat 132 mais des contretemps retardèrent les études. Devant l'urgence de remplacer les Fiat 1300/1500 vieillissantes, pour concevoir la Fiat 125 de 1967, qui ne devait être qu'un modèle de transition à courte durée de vie, Dante Giacosa a réutilisé le plus possible les installations industrielles existantes. Il conçut une base qui reprenait le châssis de la Fiat 1500 C, qui convenait parfaitement, et reprit l'esthétique de la Fiat 124 qui venait d'être présentée et recueillait un immense succès commercial. Il en conserva même la structure de l'habitacle. La voiture fut conçue et mise au point en seulement 18 mois.
Le moteur était entièrement nouveau. Conçu par M. Lampredi, ingénieur qui venait de chez Ferrari. De type "Super Carré" [80 x 80 mm], sa cylindrée de 1 608 cm3 et 90 ch DIN donnait à la voiture un caractère sportif intéressant. Ce même moteur fut installé ensuite dans les Fiat 124 Sport. Pour être complet il faut signaler la présence de 4 freins à disque. La boîte de vitesses à 5 rapports sera installée en série sur les 125 Special, chose assez rare pour être soulignée.
Les premiers essais des prototypes se déroulèrent au cours de l'hiver 1966 et la Fiat 125 fut mise sur le marché au mois de mai 1967, 3 mois avant la date prévue. Les critiques furent très positives et l'accueil du public aussi. Le modèle, bien qu'ayant eu finalement une belle carrière, fut très apprécié pour ses qualités constructives, sa fiabilité et son confort. Il fut un grand succès à tel point que le gouvernement polonais le choisit pour la motorisation de la Pologne avec la marque Fiat-Polski et son principal modèle la Fiat 125p. Elle sera choisie comme voiture officielle ministérielle du Chili par le gouvernement de Salvador Allende et sera assemblée dans le pays.
Au Salon de l'automobile de Turin en novembre 1968 fut présentée la Fiat 125 Special, avec une finition encore plus luxueuse et un moteur développant 100 ch DIN. À l'époque, cette voiture représentait le haut de gamme Fiat, dans l'attente de la Fiat 130 qui sortira en 1969.
Versions - Années de fabrication en Italie :
- Fiat 125 : 1967 à 1969
- Fiat 125 S : 1968 à 1970
- Fiat 125 Special 2e série : 1970 à 1972

À nouveau, l'ingénieur Lampredi et Dante Giacosa permirent à Fiat de parer à la concurrence des Alfa Roméo Giulia et de repousser de plusieurs années les assauts des constructeurs étrangers désorientés par une telle réactivité.
La Fiat 125 quitta la scène en 1972, pour céder sa place à la toute nouvelle Fiat 132 mais fut regrettée par tous les anciens clients.

## Modèles dérivés fabriqués à l'étranger
- Argentine - La Fiat 125 y fut fabriquée en 3 modèles distincts par la filiale argentine Fiat Concord. Une première version baptisée Fiat 1600 en 1969 reposant sur le même principe développé pour Fiat Polski en Pologne, une carrosserie de Fiat 125 avec le moteur 1,5 litre de la Fiat 1500 puis, à partir de 1972, la Fiat 125 identique du modèle italien, puis Fiat 125 Mirafiori, entre 1972 et 1982 à 188 971 exemplaires. La gamme comprenait également un break, un coupé dont la carrosserie était signée par Vignale et une version pick-up Fiat 125 Multicarga.
- Pologne - La Fiat 125 fut choisie par le gouvernement polonais pour relancer son industrie nationale. En 1968 apparut la Polski Fiat 125p, modèle qui survécut sans grosses modifications jusqu'en 1991. Le modèle polonais, dont la carrosserie était semblable à l'original italien à la forme des phares près, carrés pour l'italienne et ronds pour la polonaise, était par contre équipée de l'ancien moteur de la Fiat 1500 de 1 498 cm3 développant 72 ch DIN. Elle a été produite à 1 445 699 exemplaires dans les versions berline et break.
- Ex Yougoslavie - Le constructeur local Zastava assembla en CKD sous licence Fiat-Polski, la Zastava 125PZ berline identique au modèle polonais.
- Égypte - Le constructeur égyptien Nasr a assemblé environ 22 000 exemplaires de la Fiat 125p dans son usine du Caire.
- Chili - La Fiat 125 et la Fiat 125 Special furent aussi assemblées en CKD par Fiat Chile à partir de 1969 et jusqu'en 1979 où elle sera remplacée par la Fiat 132. Cette voiture a marqué le peuple chilien, surtout les générations qui ont connu la période du Président Allende. En effet, la Fiat 125 a été choisie comme voiture officielle au Chili et beaucoup d'entre eux se souviennent de la place de la Costitucion à Santiago avec le cortège de Fiat 125 officielles se rendant au palais de la Moneda.

Au Chili, la Fiat 125 est devenue un mythe difficile à effacer, pour son rôle emblématique dans les moments les plus mouvementés de l'histoire du pays. Elle a également marqué cette génération d'automobilistes par ses qualités mécaniques exceptionnelles comparée aux modèles obsolètes alors présents qui étaient la Citroën 2CV pour le peuple et la Peugeot 404 pour les riches, entre autres. C'est devenu un véhicule très prisé des collectionneurs.
- Maroc - La Fiat 125 a été assemblée par Somaca en 1969, 1970 et 1971 (nombre d'exemplaires inconnu).

## Données techniques
- Caractéristiques techniques de la Fiat 125 Special de 1970
- Moteur placé à l'avant longitudinalement - 4 cylindres
- Cylindrée : 1 608 cm3 carré (alésage x course = 80 x 80 mm)
- Rapport volumétrique : 8,8 à 1
- Distribution par double arbre à cames en tête et courroie crantée
- Carburateur à double corps (ouverture du deuxième corps par dépression)
- Puissance max 100 ch DIN à 6 200 tr/min
- Couple max 130 N m DIN à 4 000 tr/min
- Puissance fiscale France : 9 CV fiscaux en France
- Boîte à 5 vitesses + MA
- Suspensions
  - avant à roues indépendantes, trapèzes, ressorts hélicoïdaux, barre stabilisatrice et amortisseurs hydrauliques télescopiques
  - arrière essieu rigide, lames longitudinales semi-elliptiques, amortisseurs hydrauliques télescopiques
- Freins avant et arrière à disques - Servofrein à dépression

- Pneumatiques : 170 S ou 175 S – 13 pouces (roues à voile avec jantes 5 J 13)
- longueur hors tout : 4 223 mm
- largeur hors tout : 1 611 mm
- Empattement : 2 505 mm
- hauteur hors tout (à vide) : 1 440 mm
- Réservoir : 50 litres
- Vitesse maxi : 170 km/h
- Consommation moyenne : 9,1 l/100 km

## Production
- Italie : Fiat 125 et 125 Special berlines - 603 877 exemplaires
- Argentine : Fiat 1600, Fiat 125 et Fiat 125 Mirafiori - production par Fiat Concord : 188 971 exemplaires
- Chili : Fiat 125 et 125 Special assemblées en CKD par Fiat Chile avec les composants en provenance d'Italie jusqu'en 1972 puis d'Argentine. La Fiat 125S était la voiture officielle d'État du temps de la présidence de Salvador Allende.
- Pologne : Fiat Polski 125p, berline et break produites de 1968 à 1991 – 1 444 699 exemplaires,
- Ex Yougoslavie : Zastava 125PZ - quelques dizaines de milliers de berlines Fiat Polski 125p en CKD,
- Maroc: Fiat 125 et Fiat 125S, assemblées en CKD par Somaca.

Ses principales concurrentes étaient : Alfa Romeo Giulia Super - BMW 1800 - Opel Rekord C 1,7 S - Renault 16 TS